# 2890 Vilyujsk
2890 Vilyujsk је астероид главног астероидног појаса чија средња удаљеност од Сунца износи 2,260 астрономских јединица (АЈ).
Апсолутна магнитуда астероида је 12,9.